# Adorée Villany
Adorée Villany, aussi appelée Ada Villany, Adorée Via Villany ou Erna Reich, peut-être née le 16 septembre 1887 en Hongrie ou le 15 octobre 1888 à Rouen, et morte après octobre 1920, est une danseuse et une théoricienne de la danse.

## Biographie

### Identité
L'identité d'Adorée Villany est sujette à caution. On la dit tantôt française, tantôt hongroise, ou encore juive allemande, parfois née en 1891 à Rouen, sans certitude aucune. Si certaines sources d'époque affirment que son nom de naissance est Ada Villany ou Via Villany, plusieurs journaux allemands indiquent en 1912 — alors qu'elle est accusée d'obscénité après avoir joué nue à Munich — qu'elle se nomme Erna Reich.
À l'issue de son procès pour outrage public à la pudeur à Paris en 1913, le jugement du tribunal correctionnel de la Seine qui la condamne indique : « fille Villany Ada dite Adorée, artiste se disant née à Oro (Hongrie) le 16 septembre 1887, de Jean et de Anné Malé, célibataire demeurant à Paris, 29 rue Godot de Mauroi [sic]. »
Sur les formulaires qu'elle remplit entre 1918 et 1920 pour obtenir des permis de séjour à Stockholm, elle indique s'appeler Adorée Villany et être née le 15 octobre 1888 à Rouen,.

### Carrière

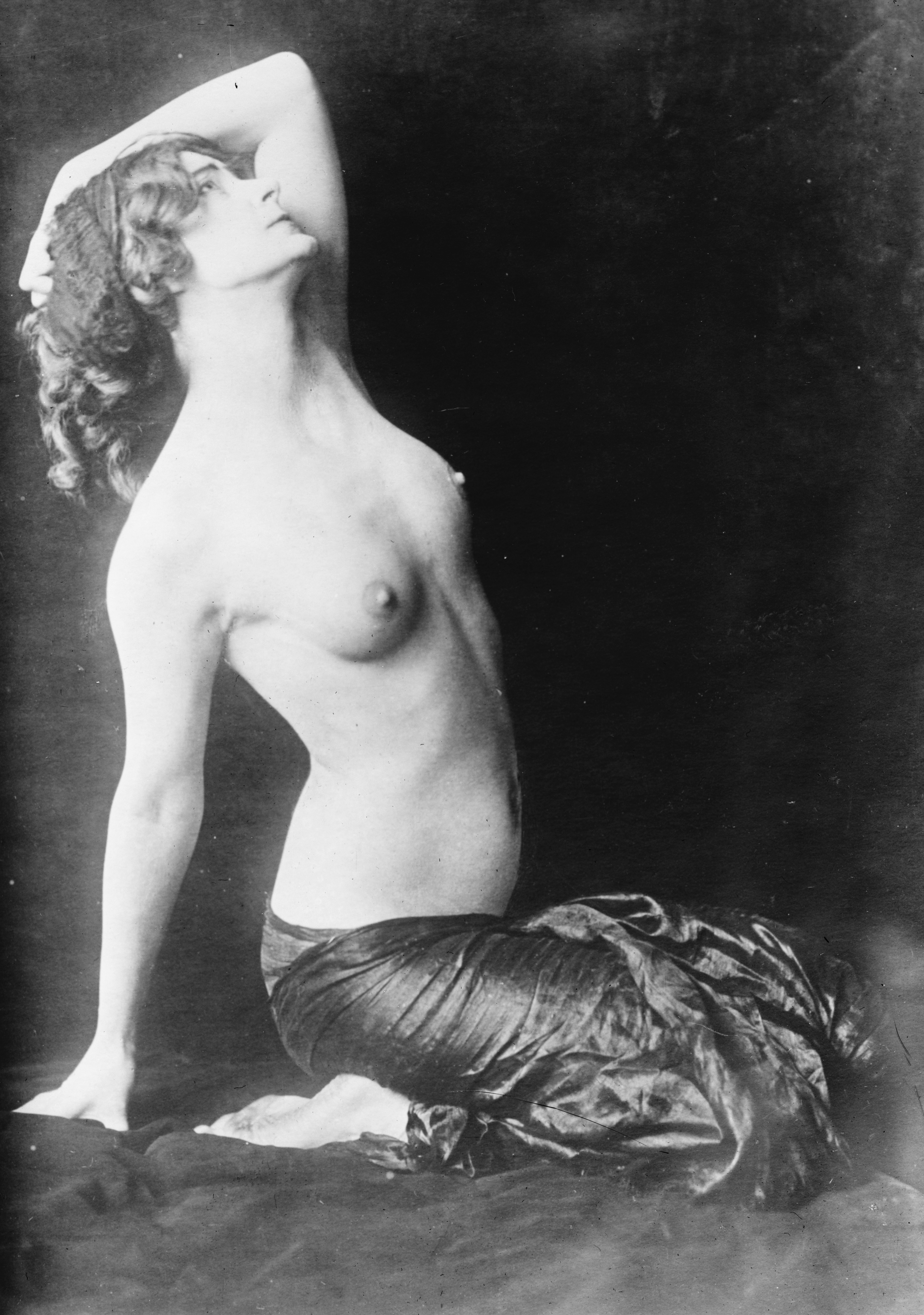

Autodidacte, elle se fait remarquer pour la première fois en 1905 quand, en plus de la danse des sept voiles, elle récite le monologue final de Salomé. Elle poursuit ensuite ses expérimentations de « danses parlées », en affichant une prédilection pour l'orientalisme et l'histoire : La Danse assyrienne, La Danse d'Esther, Danse de la femme romaine, La Vieille Danse égyptienne, La Danse hébraïque de l'abeille, La Vieille Danse perse, La Danse de Phryné, La Danse babylonienne, La Femme pré-raphaélite, La Mort et la Jeune Fille. À cela elle ajoute des « danses de silhouettes » et des danses plus abstraites : Danse de la colère, Danse visionnaire, La Séduction et Danse de l'aveugle. En 1909, elle interprète La Panthère, où une femme danse devant l'homme qu'elle aime avant de l'étrangler. Pour ses créations, elle s'inspire aussi de peintres comme Franz von Stuck ou Arnold Böcklin, tournant dans toute l'Europe.
Adorée Villany danse nue dans des domiciles privés ou des espaces qu'elle loue pour l'occasion pour un public averti. Cela ne l'empêche pas d'être accusée d'obscénité en 1911 à Munich. Elle est finalement acquittée, en 1912, au nom de l'intérêt supérieur de l'art, et publie dans la foulée un manifeste sur la danse, intitulé Tanz-Reform und Pseudo-Moral. Elle y écrit qu'il faut regarder le corps féminin avec le sérieux accordé à la contemplation et que réformer la danse revient à réformer la morale. Contrairement aux tribunaux allemands, en 1913, la 9e chambre du tribunal correctionnel de Paris la juge pour s'être montrée « nue sur la scène d'un théâtre où le public était admis sur paiement de sa place. ». Elle est condamnée à 200 francs d'amende et aux dépens, pour outrage public à la pudeur,. Elle fait appel de la décision.
Pour Adorée Villany, l'art de la danse ne pouvait être compris que si elle dansait nue et ôter sa chemise était montrer son âme, comme elle l'affirme à son procès[réf. nécessaire]. La même année, elle participe à la Revue en chemise des Folies Bergère, puis en 1914 se produit nue sur la scène de l'Eden à Strasbourg.
Après le déclenchement de la Première Guerre, Adorée Villany quitte la France pour la Scandinavie. À l'automne 1915, elle se produit à Stockholm et apparaît dans un court métrage danois, Slør-Danserinden (La Danseuse du voile) de Rino Lupo. On perd sa trace après octobre 1920, date de sa dernière demande de permis de séjour à Stockholm.

## Galerie

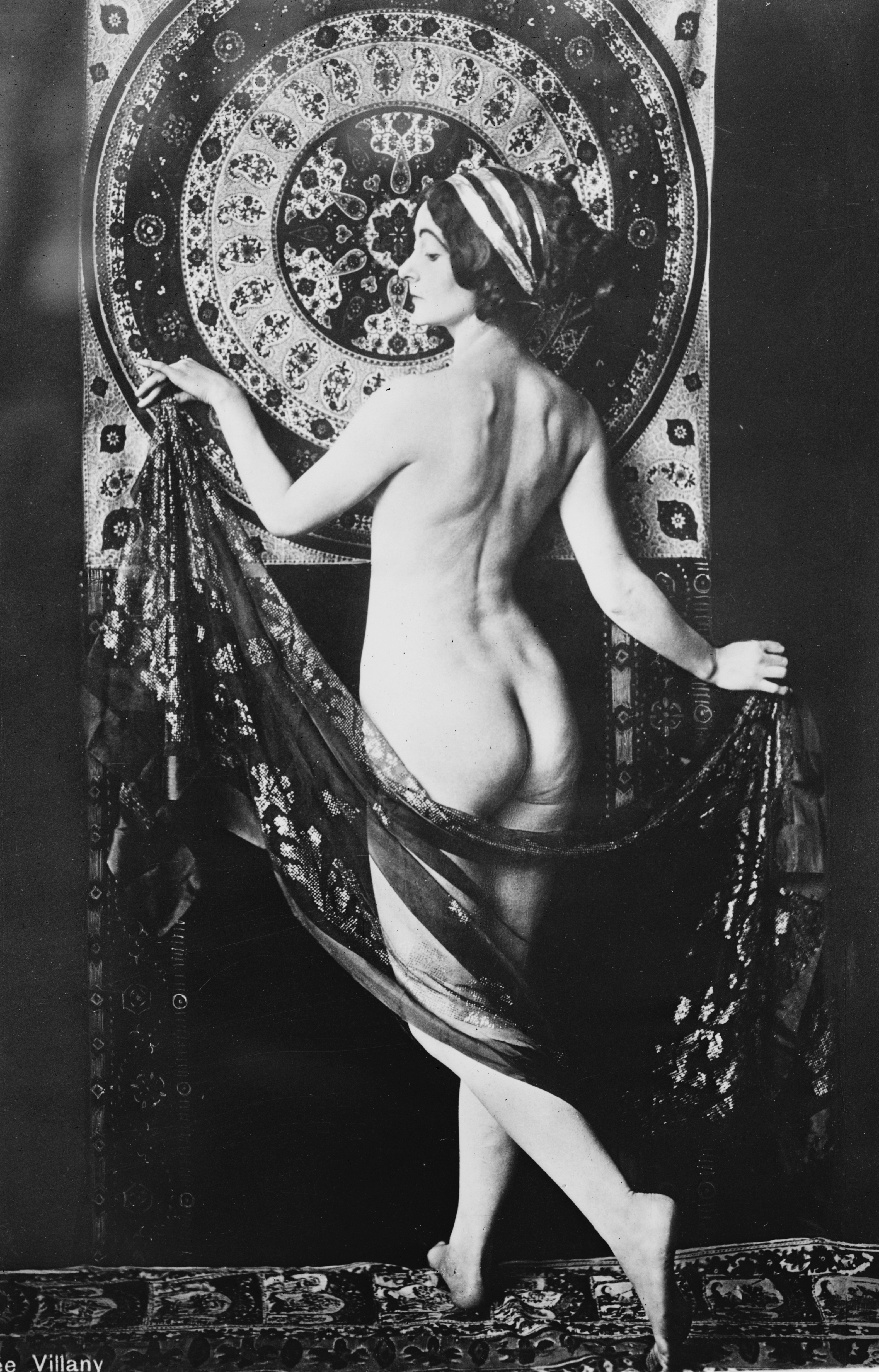
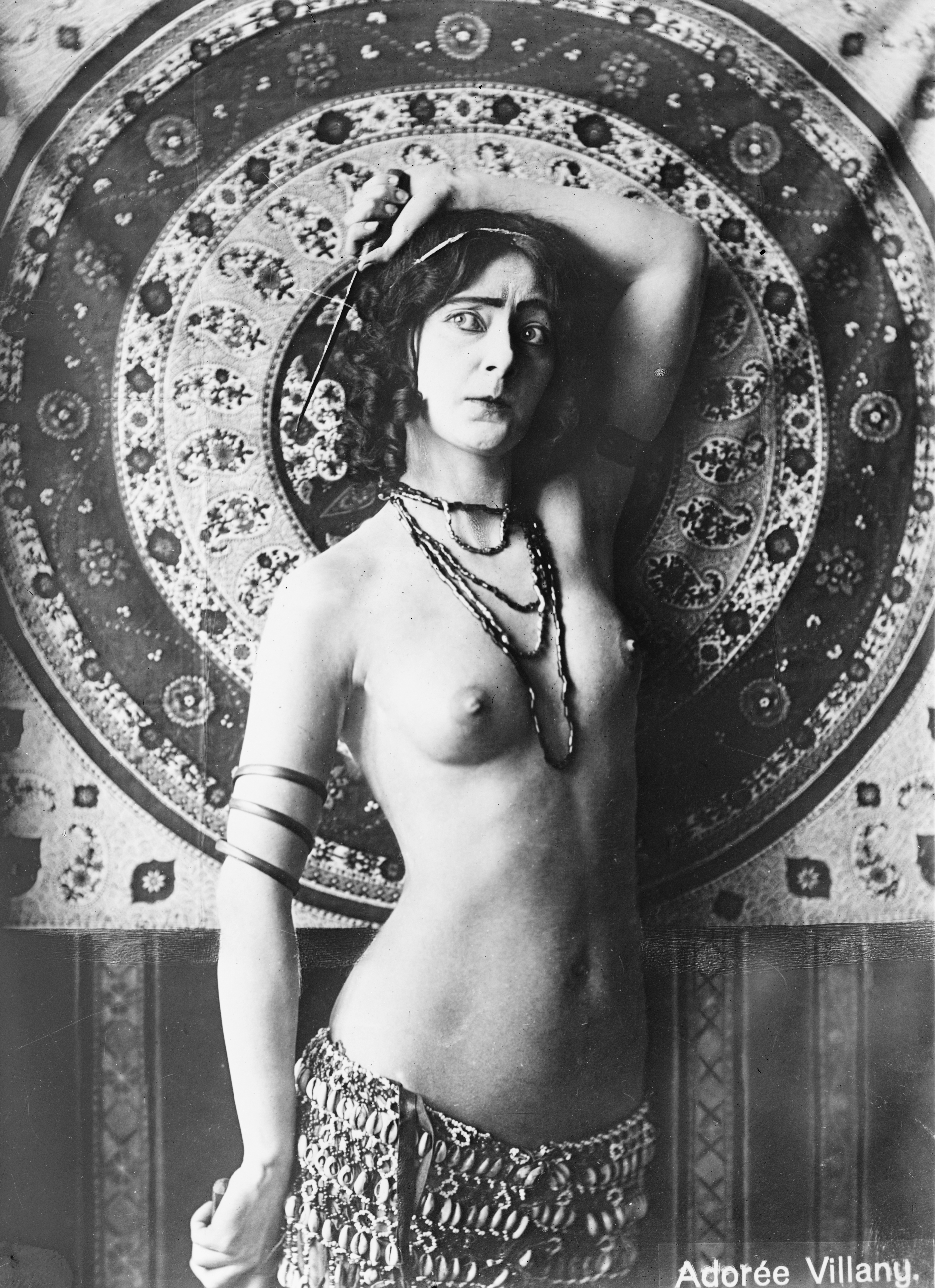
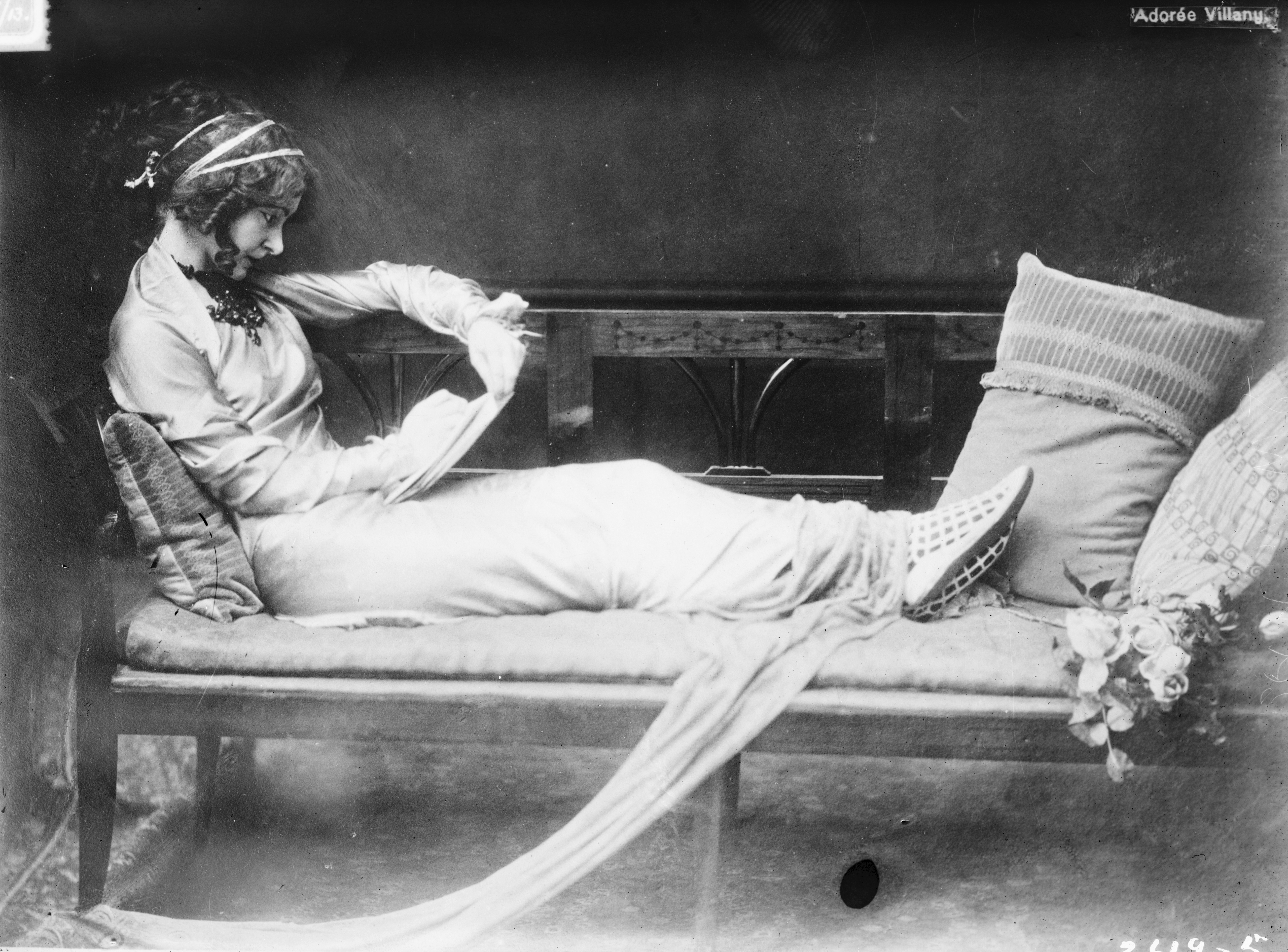
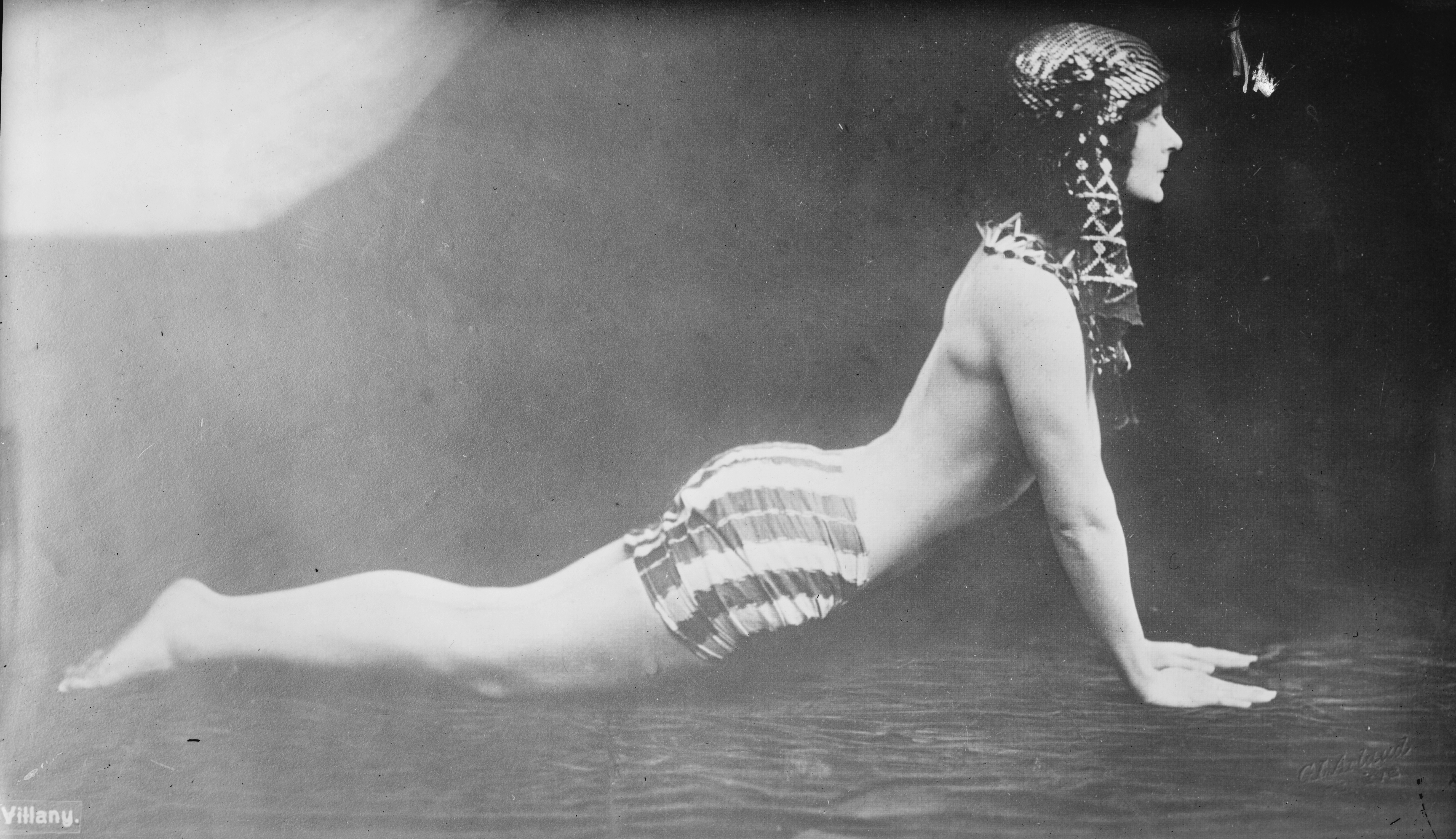

## Publications
- Tanz-Reform und Pseudo-Moral, Paris, 1912
- Phryné moderne devant l'Aréopage, Munich, F. Bruckmann, 1913

## Filmographie
- 1906 : Tanz der Salome d'Oskar Messter (court métrage)
- 1915 : Slør-Danserinden de Rino Lupo (pt)(court métrage). Avec Gunnar Helsengreen (da)